# متخی (شیدا کارتلی)
متخی (انگلیسی: Metekhi) یک شهرک در استان شیدا کارتلی گرجستان است.